# National Basketball Association 2015-2016
La stagione della National Basketball Association 2015-2016 è la 70ª edizione del campionato NBA.

## Squadre partecipanti
- Atlanta Hawks
- Boston Celtics
- Brooklyn Nets
- Charlotte Hornets
- Chicago Bulls
- Cleveland Cavaliers
- Dallas Mavericks
- Denver Nuggets
- Detroit Pistons
- G.S. Warriors

- Houston Rockets
- Indiana Pacers
- L.A. Clippers
- L.A. Lakers
- Memphis Grizzlies
- Miami Heat
- Milwaukee Bucks
- Minnesota T'wolves
- N.O. Pelicans
- N.Y. Knicks

- Oklahoma Thunder
- Orlando Magic
- Philadelphia 76ers
- Phoenix Suns
- Portland T. Blazers
- Sacramento Kings
- San Antonio Spurs
- Toronto Raptors
- Utah Jazz
- Wash. Wizards

## Classifica

### Classifica per Division

#### Western Conference
Northwest Division
|    | Classifica          | V  | P  | %    |
| -- | ------------------- | -- | -- | ---- |
| 1. | Oklahoma Thunder    | 55 | 27 | 67,1 |
| 2. | Portland T. Blazers | 44 | 38 | 53,7 |
| 3. | Utah Jazz           | 40 | 42 | 48,8 |
| 4. | Denver Nuggets      | 33 | 49 | 40,2 |
| 5. | Minnesota T'wolves  | 29 | 53 | 35,4 |

Pacific Division
|    | Classifica       | V  | P  | %    |
| -- | ---------------- | -- | -- | ---- |
| 1. | G.S. Warriors    | 73 | 9  | 89,0 |
| 2. | L.A. Clippers    | 53 | 29 | 64,6 |
| 3. | Sacramento Kings | 33 | 49 | 40,2 |
| 4. | Phoenix Suns     | 23 | 59 | 28,0 |
| 5. | L.A. Lakers      | 17 | 65 | 20,7 |

Southwest Division
|    | Classifica        | V  | P  | %    |
| -- | ----------------- | -- | -- | ---- |
| 1. | San Antonio Spurs | 67 | 15 | 81,7 |
| 2. | Dallas Mavericks  | 42 | 40 | 51,2 |
| 3. | Memphis Grizzlies | 42 | 40 | 51,2 |
| 4. | Houston Rockets   | 41 | 41 | 50,0 |
| 5. | N.O. Pelicans     | 30 | 52 | 36,6 |

#### Eastern Conference
Atlantic Division
|    | Classifica         | V  | P  | %    |
| -- | ------------------ | -- | -- | ---- |
| 1. | Toronto Raptors    | 56 | 26 | 68,3 |
| 2. | Boston Celtics     | 48 | 34 | 58,5 |
| 3. | N.Y. Knicks        | 32 | 50 | 39,0 |
| 4. | Brooklyn Nets      | 21 | 61 | 25,6 |
| 5. | Philadelphia 76ers | 10 | 72 | 12,2 |

Central Division
|    | Classifica          | V  | P  | %    |
| -- | ------------------- | -- | -- | ---- |
| 1. | Cleveland Cavaliers | 57 | 25 | 69,5 |
| 2. | Indiana Pacers      | 45 | 37 | 55,9 |
| 3. | Detroit Pistons     | 44 | 38 | 53,7 |
| 4. | Chicago Bulls       | 42 | 40 | 51,2 |
| 5. | Milwaukee Bucks     | 33 | 49 | 40,2 |

Southeast Division
|    | Classifica        | V  | P  | %    |
| -- | ----------------- | -- | -- | ---- |
| 1. | Miami Heat        | 48 | 34 | 58,5 |
| 2. | Atlanta Hawks     | 48 | 34 | 58,5 |
| 3. | Charlotte Hornets | 48 | 34 | 58,5 |
| 4. | Wash. Wizards     | 41 | 41 | 50,0 |
| 5. | Orlando Magic     | 35 | 47 | 42,7 |

### Classifica per conference
Western Conference 
|     | Classifica          | V  | P  | %    |
| --- | ------------------- | -- | -- | ---- |
| 1.  | G.S. Warriors       | 73 | 9  | 89,0 |
| 2.  | San Antonio Spurs   | 69 | 13 | 81,7 |
| 3.  | L.A. Clippers       | 55 | 27 | 67,1 |
| 4.  | Oklahoma Thunder    | 54 | 28 | 64,6 |
| 5.  | Memphis Grizzlies   | 47 | 35 | 53,7 |
| 6.  | Portland T. Blazers | 44 | 38 | 51,2 |
| 7.  | Dallas Mavericks    | 42 | 40 | 51,2 |
| 8.  | Utah Jazz           | 41 | 41 | 50,0 |
| 9.  | Houston Rockets     | 37 | 45 | 48,8 |
| 10. | Sacramento Kings    | 36 | 46 | 40,2 |
| 11. | N.O. Pelicans       | 34 | 48 | 40,2 |
| 12. | Minnesota T'wolves  | 29 | 53 | 36,6 |
| 13. | Denver Nuggets      | 29 | 53 | 35,4 |
| 14. | Phoenix Suns        | 18 | 64 | 28,0 |
| 15. | L.A. Lakers         | 17 | 65 | 20,7 |

 Eastern Conference 
|     | Classifica          | V  | P  | %    |
| --- | ------------------- | -- | -- | ---- |
| 1.  | Cleveland Cavaliers | 60 | 22 | 69,5 |
| 2.  | Toronto Raptors     | 56 | 26 | 68,3 |
| 3.  | Miami Heat          | 48 | 34 | 58,5 |
| 4.  | Boston Celtics      | 46 | 36 | 58,5 |
| 5.  | Atlanta Hawks       | 43 | 39 | 58,5 |
| 6.  | Indiana Pacers      | 43 | 39 | 58,5 |
| 7.  | Detroit Pistons     | 42 | 40 | 54,9 |
| 8.  | Wash. Wizards       | 41 | 41 | 53,7 |
| 9.  | Chicago Bulls       | 38 | 44 | 51,2 |
| 10. | Orlando Magic       | 37 | 45 | 50,0 |
| 11. | Milwaukee Bucks     | 35 | 47 | 42,7 |
| 12. | N.Y. Knicks         | 30 | 52 | 40,2 |
| 13. | Brooklyn Nets       | 29 | 53 | 39   |
| 14. | Philadelphia 76ers  | 16 | 66 | 25,6 |
| 15. | Philadelphia 76ers  | 16 | 66 | 12,2 |

Classifica aggiornata al 14 aprile 2016

## Statistiche

### Statistiche individuali
| Categoria     | Giocatore         | Squadra               | Statistiche |
| ------------- | ----------------- | --------------------- | ----------- |
| Punti         | Stephen Curry     | Golden State Warriors | 30.1        |
| Rimbalzi      | Andre Drummond    | Detroit Pistons       | 14.8        |
| Assist        | Rajon Rondo       | Sacramento Kings      | 11.7        |
| Rubate        | Stephen Curry     | Golden State Warriors | 2.14        |
| Stoppate      | Hassan Whiteside  | Miami Heat            | 3.68        |
| Palle perse   | James Harden      | Houston Rockets       | 4.6         |
| Falli         | DeMarcus Cousins  | Sacramento Kings      | 3.6         |
| Minuti        | James Harden      | Houston Rockets       | 38.1        |
| FG%           | DeAndre Jordan    | Los Angeles Clippers  | 70.3%       |
| FT%           | Stephen Curry     | Golden State Warriors | 90.8%       |
| 3FG%          | J. J. Redick      | Los Angeles Clippers  | 47.5%       |
| Efficienza    | Stephen Curry     | Golden State Warriors | 31.56       |
| Doppia-doppia | Andre Drummond    | Detroit Pistons       | 66          |
| Tripla-doppia | Russell Westbrook | Oklahoma City Thunder | 18          |

### Record Individuali per gara
| Categoria   | Giocatore        | Squadra                | Statistiche |
| ----------- | ---------------- | ---------------------- | ----------- |
| Punti       | Kobe Bryant      | Los Angeles Lakers     | 60          |
| Rimbalzi    | Andre Drummond   | Detroit Pistons        | 29          |
| Assist      | Rajon Rondo      | Sacramento Kings       | 20          |
| Rubate      | Robert Covington | Philadelphia 76ers     | 8           |
| Rubate      | Ricky Rubio      | Minnesota Timberwolves | 8           |
| Rubate      | Pablo Prigioni   | Los Angeles Clippers   | 8           |
| Rubate      | James Harden     | Houston Rockets        | 8           |
| Stoppate    | Hassan Whiteside | Miami Heat             | 11          |
| Tiri da tre | Stephen Curry    | Golden State Warriors  | 12          |

### Statistiche per squadra
| Categoria            | Squadra               | Statistiche |
| -------------------- | --------------------- | ----------- |
| Punti per gara       | Golden State Warriors | 114.9       |
| Rimbalzi per gara    | Oklahoma City Thunder | 48.6        |
| Assist per gara      | Golden State Warriors | 28.9        |
| Rubate per gara      | Houston Rockets       | 10.0        |
| Stoppate per gara    | Miami Heat            | 6.5         |
| Palle perse per gara | Phoenix Suns          | 16.6        |
| FG%                  | Golden State Warriors | 48.7%       |
| FT%                  | New York Knicks       | 80.5%       |
| 3FG%                 | Golden State Warriors | 41.6%       |
| +/−                  | Golden State Warriors | 10.8        |

## Premi
- Most Valuable Player: Stephen Curry, Golden State Warriors[1]
- Defensive Player of the Year: Kawhi Leonard, San Antonio Spurs[2]
- Rookie of the Year: Karl-Anthony Towns, Minnesota Timberwolves[3]
- Sixth Man of the Year: Jamal Crawford, Los Angeles Clippers[4]
- Most Improved Player: C.J. McCollum, Portland Trail Blazers[5]
- Coach of the Year: Steve Kerr, Golden State Warriors[6]
- Executive of the Year: R. C. Buford, San Antonio Spurs[7]
- Sportsmanship Award: Mike Conley, Memphis Grizzlies[8]
- J. Walter Kennedy Citizenship Award: Wayne Ellington, Brooklyn Nets[9]
- Twyman–Stokes Teammate of the Year Award: Vince Carter, Memphis Grizzlies

- All-NBA First Team:[10]
  - F Kawhi Leonard, San Antonio Spurs
  - F LeBron James, Cleveland Cavaliers
  - C DeAndre Jordan, Los Angeles Clippers
  - G Russell Westbrook, Oklahoma City Thunder
  - G Stephen Curry, Golden State Warriors

- All-NBA Second Team:
  - F Kevin Durant, Oklahoma City Thunder
  - F Draymond Green, Golden State Warriors
  - C DeMarcus Cousins, Sacramento Kings
  - G Chris Paul, Los Angeles Clippers
  - G Damian Lillard, Portland Trail Blazers

- All-NBA Third Team:
  - F Paul George, Indiana Pacers
  - F LaMarcus Aldridge, San Antonio Spurs
  - C Andre Drummond, Detroit Pistons
  - G Kyle Lowry, Toronto Raptors
  - G Klay Thompson, Golden State Warriors

- NBA All-Defensive First Team:[11]
  - F Kawhi Leonard, San Antonio Spurs
  - F Draymond Green, Golden State Warriors
  - C DeAndre Jordan, Los Angeles Clippers
  - G Avery Bradley, Boston Celtics
  - G Chris Paul, Los Angeles Clippers

- NBA All-Defensive Second Team:
  - F Paul Millsap, Atlanta Hawks
  - F Paul George, Indiana Pacers
  - C Hassan Whiteside, Miami Heat
  - G Tony Allen, Memphis Grizzlies
  - G Jimmy Butler, Chicago Bulls

- NBA All-Rookie First Team:[12]
  - Karl-Anthony Towns, Minnesota Timberwolves
  - Kristaps Porziņģis, New York Knicks
  - Devin Booker, Phoenix Suns
  - Nikola Jokić, Denver Nuggets
  - Jahlil Okafor, Philadelphia 76ers

- NBA All-Rookie Second Team:
  - Justise Winslow, Miami Heat
  - D'Angelo Russell, Los Angeles Lakers
  - Emmanuel Mudiay, Denver Nuggets
  - Myles Turner, Indiana Pacers
  - Willie Cauley-Stein, Sacramento Kings

### Giocatore della settimana
| Settimana        | Eastern Conference                       | Western Conference                                | Ref.   |
| ---------------- | ---------------------------------------- | ------------------------------------------------- | ------ |
| Ott. 27 – Nov. 1 | Andre Drummond (Detroit Pistons) (1/2)   | Stephen Curry (Golden State Warriors) (1/5)       | [ 13 ] |
| Nov. 2–8         | Andre Drummond (Detroit Pistons) (2/2)   | James Harden (Houston Rockets) (1/1)              | [ 14 ] |
| Nov. 9–15        | Nicolas Batum (Charlotte Hornets) (1/1)  | DeMarcus Cousins (Sacramento Kings) (1/2)         | [ 15 ] |
| Nov. 16–22       | LeBron James (Cleveland Cavaliers) (1/5) | Stephen Curry (Golden State Warriors) (2/5)       | [ 16 ] |
| Nov. 23–29       | Paul George (Indiana Pacers) (1/1)       | Kevin Durant (Oklahoma City Thunder) (1/5)        | [ 17 ] |
| Nov. 30 – Dec. 6 | Reggie Jackson (Detroit Pistons) (1/2)   | Stephen Curry (Golden State Warriors) (3/5)       | [ 18 ] |
| Dic. 7–13        | DeMar DeRozan (Toronto Raptors) (1/1)    | Kevin Durant (Oklahoma City Thunder) (2/5)        | [ 19 ] |
| Dic. 14–20       | Reggie Jackson (Detroit Pistons) (2/2)   | Kawhi Leonard (San Antonio Spurs) (1/2)           | [ 20 ] |
| Dic. 21–27       | Marcin Gortat (Washington Wizards) (1/1) | Russell Westbrook (Oklahoma City Thunder) (1/1)   | [ 21 ] |
| Dic. 28 – Jan. 3 | Brook Lopez (Brooklyn Nets) (1/1)        | Draymond Green (Golden State Warriors) (1/1)      | [ 22 ] |
| Gen. 4–10        | LeBron James (Cleveland Cavaliers) (2/5) | Chris Paul (Los Angeles Clippers) (1/1)           | [ 23 ] |
| Gen. 11–17       | John Wall (Washington Wizards) (1/1)     | Kevin Durant (Oklahoma City Thunder) (3/5)        | [ 24 ] |
| Gen. 18–24       | Kemba Walker (Charlotte Hornets) (1/2)   | DeMarcus Cousins (Sacramento Kings) (2/2)         | [ 25 ] |
| Gen. 25–31       | Dwyane Wade (Miami Heat) (1/1)           | Kevin Durant (Oklahoma City Thunder) (4/5)        | [ 26 ] |
| Feb. 1–7         | Isaiah Thomas (Boston Celtics) (1/1)     | LaMarcus Aldridge (San Antonio Spurs) (1/1)       | [ 27 ] |
| Feb. 22–28       | Kyle Lowry (Toronto Raptors) (1/2)       | Stephen Curry (Golden State Warriors) (4/5)       | [ 28 ] |
| Feb. 29 – Mar. 6 | LeBron James (Cleveland Cavaliers) (3/5) | Kawhi Leonard (San Antonio Spurs) (2/2)           | [ 29 ] |
| Mar. 7–13        | Kemba Walker (Charlotte Hornets) (2/2)   | Stephen Curry (Golden State Warriors) (5/5)       | [ 30 ] |
| Mar. 14–20       | Kyle Lowry (Toronto Raptors) (2/2)       | Kevin Durant (Oklahoma City Thunder) (5/5)        | [ 31 ] |
| Mar. 21–27       | LeBron James (Cleveland Cavaliers) (4/5) | Klay Thompson (Golden State Warriors) (1/1)       | [ 32 ] |
| Mar. 28 – Apr. 3 | LeBron James (Cleveland Cavaliers) (5/5) | José Barea (Dallas Mavericks) (1/1)               | [ 33 ] |
| Apr. 4–10        | Paul Millsap (Atlanta Hawks) (1/1)       | Karl-Anthony Towns (Minnesota Timberwolves) (1/1) | [ 34 ] |

### Giocatore del mese
| Mese             | Eastern Conference                                                       | Western Conference                                                                         | Ref.   |
| ---------------- | ------------------------------------------------------------------------ | ------------------------------------------------------------------------------------------ | ------ |
| Ottobre/Novembre | Paul George (Indiana Pacers) (1/1)                                       | Stephen Curry (Golden State Warriors) (1/2)                                                | [ 35 ] |
| Dicembre         | John Wall (Washington Wizards) (1/1)                                     | Kevin Durant (Oklahoma City Thunder) (1/2) Russell Westbrook (Oklahoma City Thunder) (1/2) | [ 36 ] |
| Gennaio          | Kyle Lowry (Toronto Raptors) (1/1) DeMar DeRozan (Toronto Raptors) (1/1) | Kevin Durant (Oklahoma City Thunder) (2/2)                                                 | [ 37 ] |
| Febbraio         | LeBron James (Cleveland Cavaliers) (1/3)                                 | Stephen Curry (Golden State Warriors) (2/2)                                                | [ 38 ] |
| Marzo            | LeBron James (Cleveland Cavaliers) (2/3)                                 | Russell Westbrook (Oklahoma City Thunder) (2/2)                                            | [ 39 ] |
| Aprile           | LeBron James (Cleveland Cavaliers) (3/3)                                 | James Harden (Houston Rockets) (1/1)                                                       | [ 40 ] |

### Rookies del mese
| Mese             | Eastern Conference                         | Western Conference                                | Ref.   |
| ---------------- | ------------------------------------------ | ------------------------------------------------- | ------ |
| Ottobre/Novembre | Kristaps Porziņģis (New York Knicks) (1/3) | Karl-Anthony Towns (Minnesota Timberwolves) (1/6) | [ 41 ] |
| Dicembre         | Kristaps Porziņģis (New York Knicks) (2/3) | Karl-Anthony Towns (Minnesota Timberwolves) (2/6) | [ 42 ] |
| Gennaio          | Kristaps Porziņģis (New York Knicks) (3/3) | Karl-Anthony Towns (Minnesota Timberwolves) (3/6) | [ 43 ] |
| Febbraio         | Myles Turner (Indiana Pacers) (1/1)        | Karl-Anthony Towns (Minnesota Timberwolves) (4/6) | [ 44 ] |
| Marzo            | Josh Richardson (Miami Heat) (1/1)         | Karl-Anthony Towns (Minnesota Timberwolves) (5/6) | [ 45 ] |
| Aprile           | Norman Powell (Toronto Raptors) (1/1)      | Karl-Anthony Towns (Minnesota Timberwolves) (6/6) | [ 46 ] |

### Allenatore del mese
| Mese             | Eastern Conference                       | Western Conference                          | Ref.   |
| ---------------- | ---------------------------------------- | ------------------------------------------- | ------ |
| Ottobre/Novembre | David Blatt (Cleveland Cavaliers) (1/1)  | Luke Walton (Golden State Warriors) (1/1)   | [ 47 ] |
| Dicembre         | Scott Skiles (Orlando Magic) (1/1)       | Gregg Popovich (San Antonio Spurs) (1/1)    | [ 48 ] |
| Gennaio          | Dwane Casey (Toronto Raptors) (1/1)      | Doc Rivers (Los Angeles Clippers) (1/2)     | [ 49 ] |
| Febbraio         | Brad Stevens (Boston Celtics) (1/1)      | Terry Stotts (Portland Trail Blazers) (1/1) | [ 50 ] |
| March            | Steve Clifford (Charlotte Hornets) (1/1) | Steve Kerr (Golden State Warriors) (1/1)    | [ 51 ] |
| Aprile           | Frank Vogel (Indiana Pacers) (1/1)       | Doc Rivers (Los Angeles Clippers) (2/2)     | [ 52 ] |

## Divise
- Giugno 6, 2015,  Milwaukee Bucks Rivela le nuove uniformi.[53]
- Giugno 18, 2015,  Los Angeles Clippers Rivela le nuove uniformi.[54]
- Giugno 18, 2015,  Philadelphia 76ers Rivela le nuove uniformi.[55]
- Giugno 24, 2015,  Atlanta Hawks Rivela le nuove uniformi.[56]
- Agosto 3, 2015, Toronto Raptors Rivela le nuove uniformi.[57][58]